# Arne Wesslén
Arne Bertil Wesslén, född 11 augusti 1924 i Stockholm, död den 1 mars 2001 i Ludvika, var en svensk geolog och ämbetsman.
Wesslén blev filosofie kandidat och filosofie licentiat vid Stockholm universitet 1952. Han var chefsgeolog vid Ställbergs Grufve AB i Ludvika 1954–1969, vid Viak AB 1970–1981 samt generaldirektör och chef för Sveriges geologiska undersökning 1982–1988. Han innehade uppdrag i Botswana, Iran, Kenya, Grekland, Sydkorea och Thailand. Han var ledamot av programrådet för radioaktivt avfall 1978 och nämnden för hantering av använt kärnbränsle 1981.
Arne Wesslén var son till köpman Birger Wesslén och Judit Widlund. Han var bror till Tore Wesslén. Han vilar på Gamla kyrkogården i Ludvika.